# پارک ملی بیگ بند
پارک ملی بیگ بند یا پارک ملی خم بزرگ (به انگلیسی: Big Bend National Park) پارکی طبیعی در غرب ایالت تگزاس در ایالات متحده آمریکا و در امتداد رود ریوگرانده  واقع شده است. بخشی دیگری از این پارک با عنوان پارک ملی کانیون دی سانتا النا در خاک مکزیک قرار دارد . این پارک طبیعی از بیش از ۱۲۰۰ گونه گیاهی ، بیش از ۴۵۰ گونه پرنده ، ۵۶ گونه خزندگان و ۷۵ گونه از پستانداران محافظت می کند . 

## آب و هوا
پارک ملی دارای تابستان‌های گرم و خشک و زمستان‌های معتدل است ولی ممکن است در ارتفاعات سردی هوا را احساس کنید . 

## زمین‌شناسی
کوه‌ها و ارتفاعات پارک ملی بیگ بند نتیجه دو دوره کوه‌زایی در این منطقه است دوره قدیمی‌تر دوره کوه‌زایی ماراتن که در دوره پالئوزوئیک که کوه‌های کم ارتفاعی در استین مرکز ایالت تگزاس یادگار آن دوران است و دوره  جدیدتر دوره کوه‌زایی لارامید در اواخر دوره کرتاسه و سنوزوئیک که رشته کوه گوادالوپه را در آمریکای شمالی آن‌را نمایندگی می‌کند .  
در اواخر قرن نوزدهم و اوایل قرن بیستم ، ذخایر معدنی با ارزش کشف شد و مهاجران را که در معادن کار می کردند یا معادن را با کشاورزی یا قطع چوب برای معادن و کارخانه های زغال سنگ پشتیبانی می کردند ، آورد .  جوامع در اطراف معادن به وجود آمدند.  بوکیلاس و  ترلینگوآ هر دو ناشی از عملیات معدن بودند.

## چشمه‌ها
چشمه‌ها و آبشارها در منطقه پارک ملی بیگ بند یکی مکان‌های توریستی و برهنگی به حساب می‌آیند . 
- چشمه گوش قاطری
- چشمه  انگور
- چشمه دولت
- آبشار کتیلز

## حیوانات
- شیر کوهی
- کایوت
- خرموش کانگورویی
- عقاب طلایی
- روباه خاکستری
- گراز بدبوی یقه‌دار
- خرس سیاه مکزیکی

## گونه‌های گیاهی
گیاهان کاکتوسی و یوکاهای زنگوله‌ای در پارک ملی فراوان یافت می‌شود اپونیتا مشهورترین گیاه کاکتوسی پارک می‌باشد . 

## پارک عاری از آلودگی نوری
پارک ملی  بیگ بند یک پارک عاری از آلودگی نوری  شناخته می‌شود یک آزمایش نشان داده است آسمان پارک بیگ بند پارک‌ترین آسمان را از برای آلودگی نوری دارا می‌باشد . 

## نگارخانه

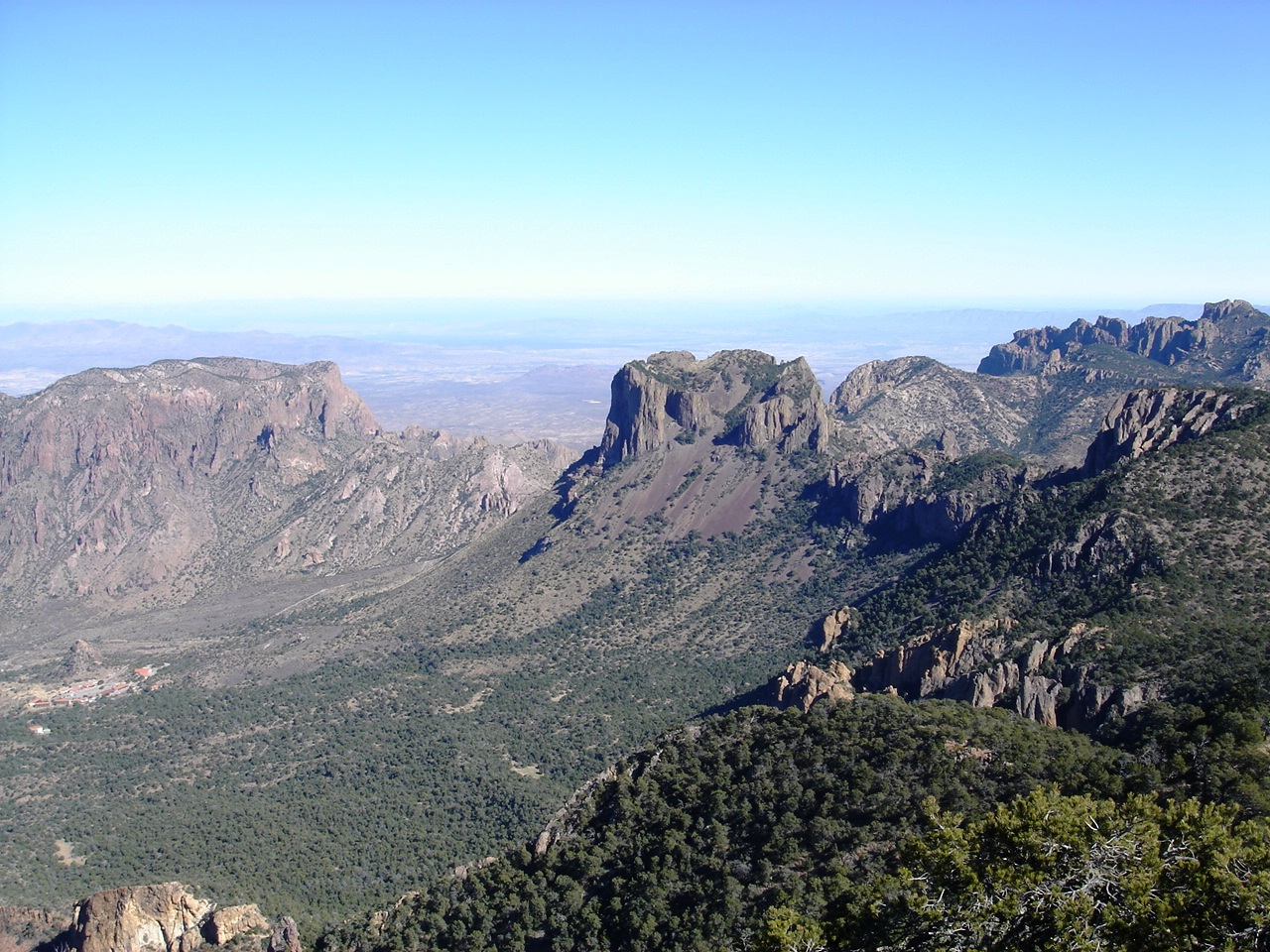
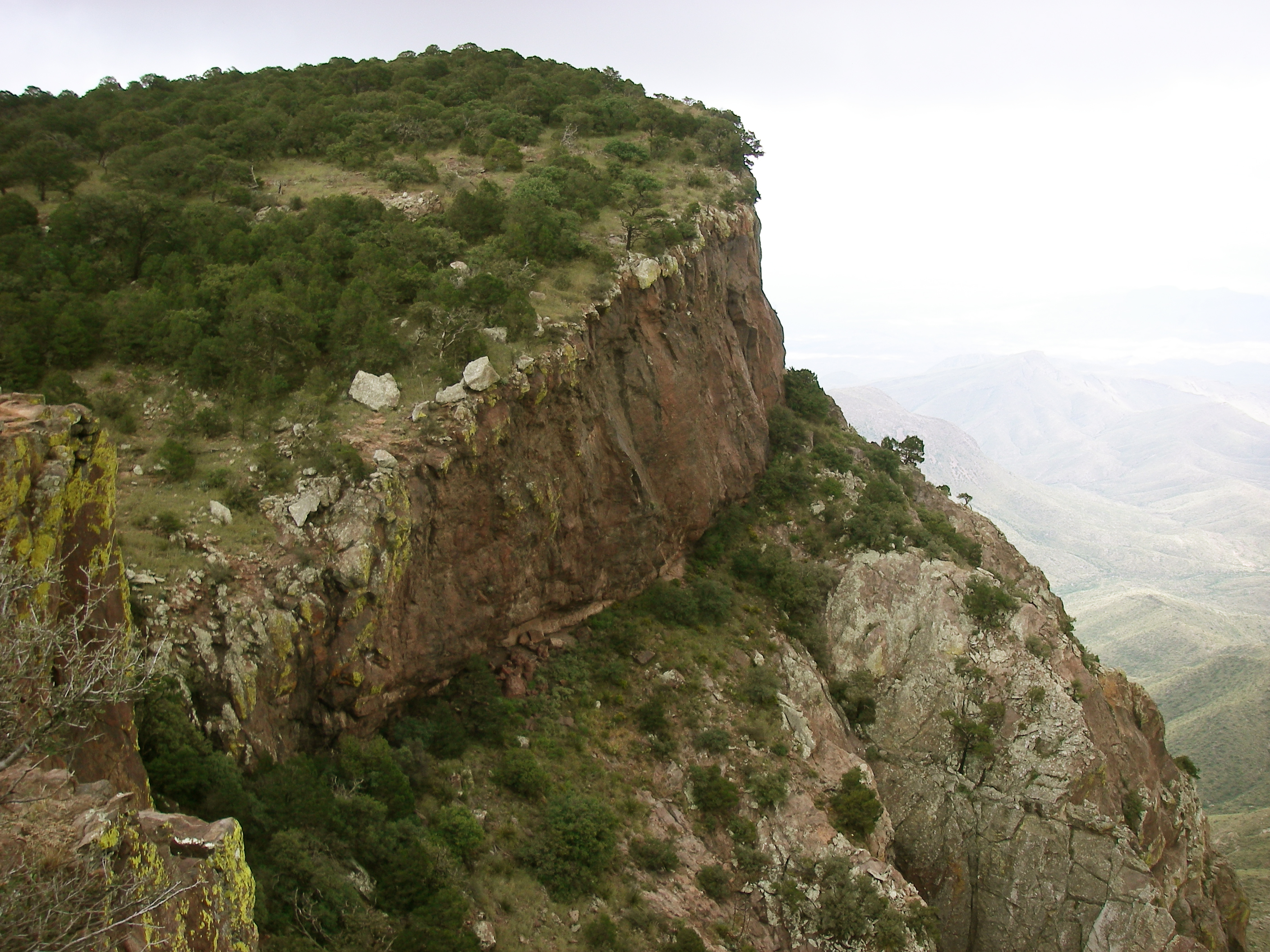
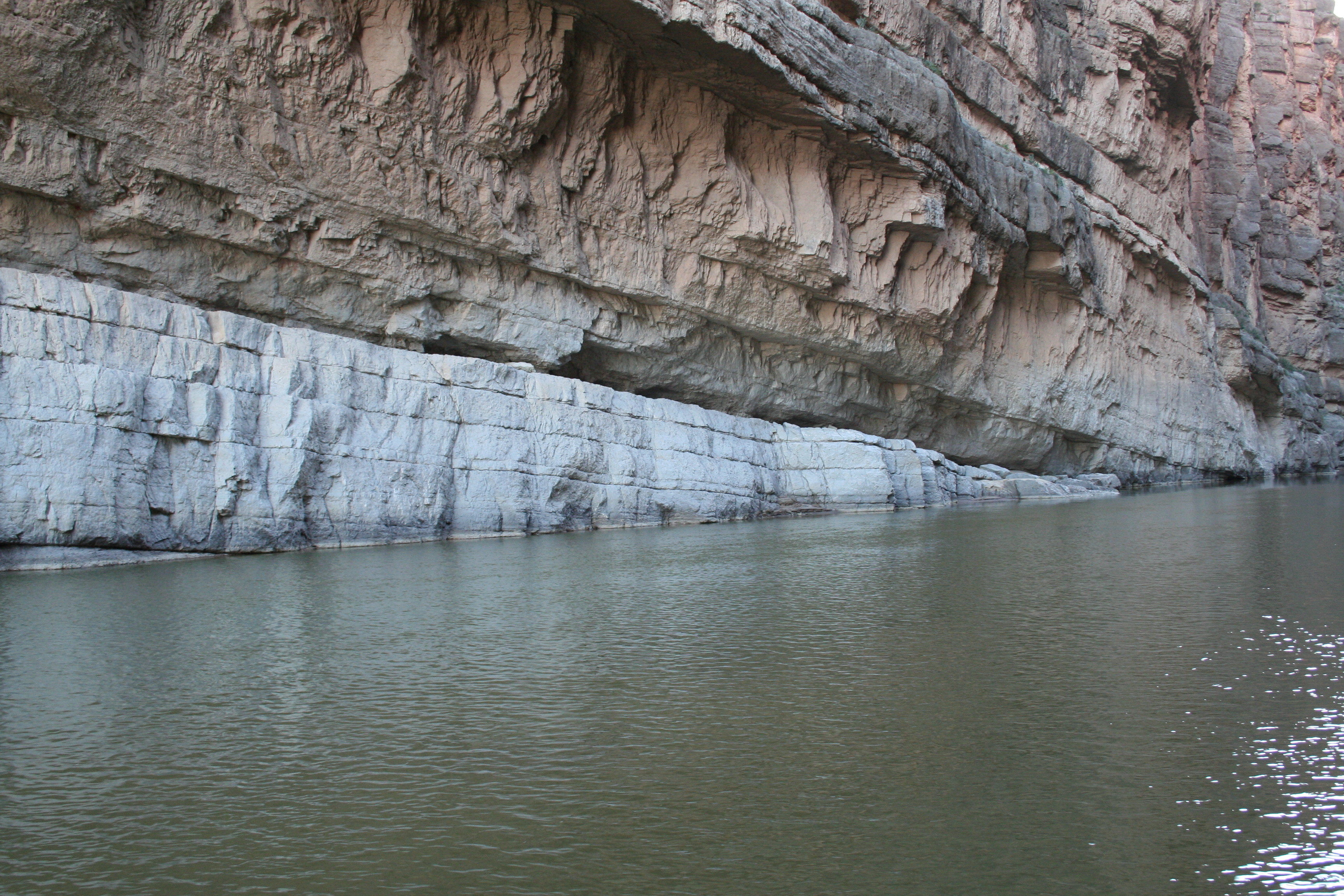
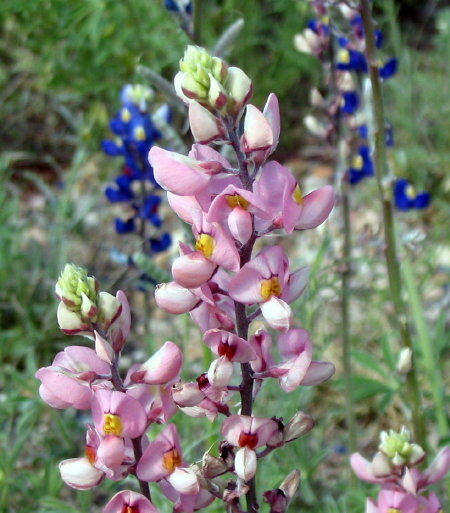
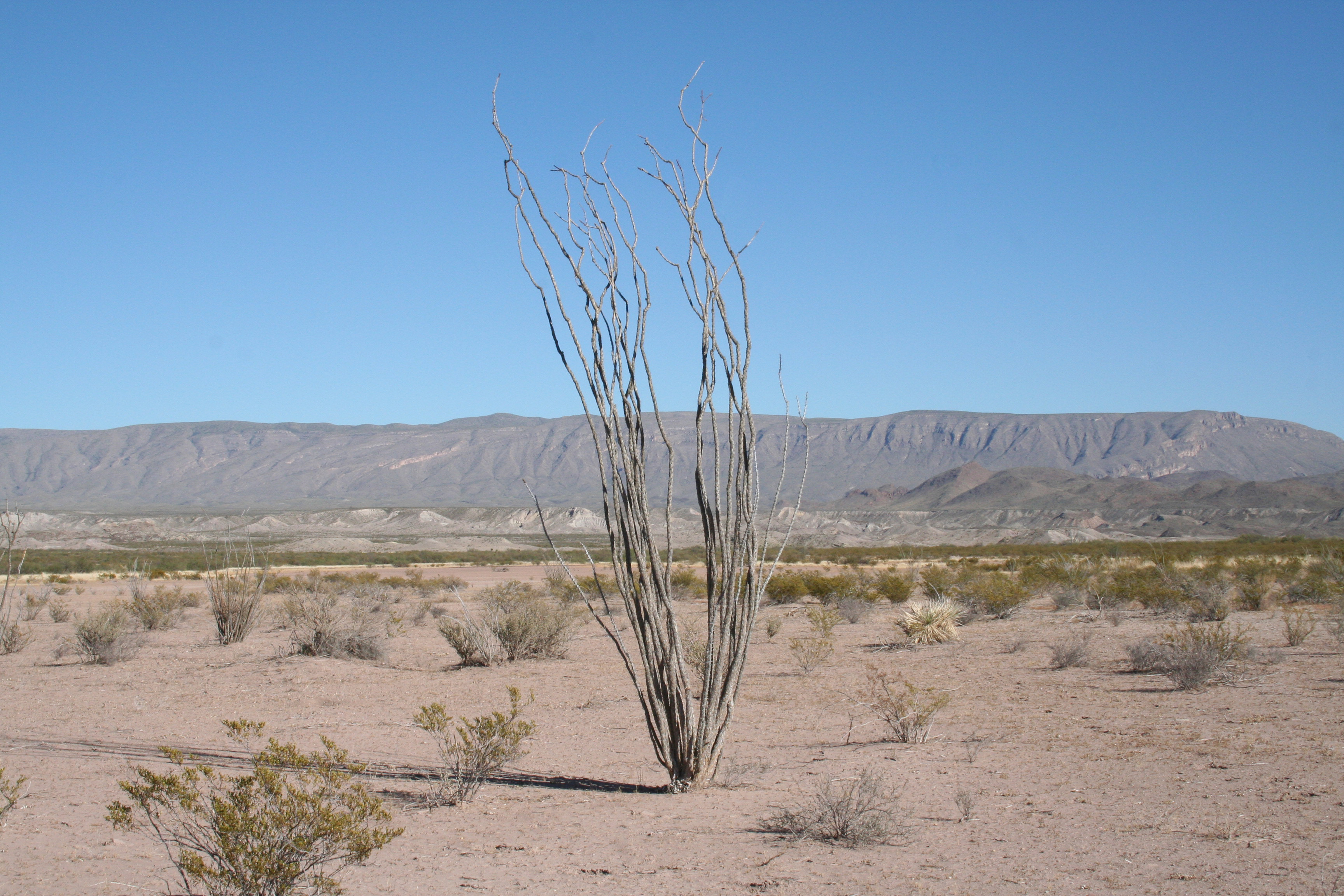

## وب‌گاه‌های وابسته
- وب‌گاه رسمی